# Río Emperador Guillermo
El río Emperador Guillermo es un curso natural de agua que nace en la cordillera de los Andes de la Región de Aysén, en Chile, y fluye en dirección general oeste  hasta desembocar en el río Mañihuales que aguas abajo formará con el río Simpson al río Aysén, que es el río que le da su nombre a toda la cuenca y lleva sus aguas hasta el océano Pacífico.

## Trayecto
El río Emperador Guillermo, que es el principal afluente izquierdo del Mañihuales, nace al oeste de la Meseta Boscosa (así su nombre) y de la ladera norte de los cerros Colorado y Mano Negra (1850 m). Su desarrollo total es de 46 km, con un lecho de unos 50 m de ancho en una hoya que es relativamente angosta y de pocos afluentes. Sus aguas son claras y se ven huellas de que su nivel aumenta 4 o 5 m con las crecidas. Su dirección inicial es NO por 10 km para continuar después al ONO hasta su desembocar en el Mañihuales. Su mayor tributario es el estero Mano Negra que se conecta desde el sur y que proviene de la ladera norte del cerro Colmillo (870 m) y tiene curso al NO  de unos 15 km de longitud. Por la ribera norte le caen al Emperador una decena de arroyos de escaso desarrollo; y por la ribera sur, aparte del Mano Negra ya citado, le cae otra decena de arroyos.: 534 

## Caudal y régimen
La subcuenca del río Mañihuales que incluye también la de sus afluentes, los ríos Emperador Guillermo y río Ñirehuao tiene un régimen pluvio–nival, con grandes caudales en agosto y octubre, resultado de precipitaciones invernales y deshielos primaverales respectivamente. El período de estiaje para años secos ocurre en el trimestre febrero, marzo, abril, debido a las bajas precipitaciones en ese período y a que los deshielos ocurren en los meses de primavera.: 61 

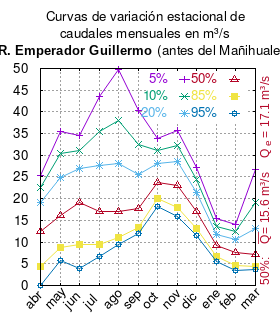
Curvas de variación estacional del río Emperador Guillermo antes de la junta con el río Mañihuales.

El caudal del río (en un lugar fijo) varía en el tiempo, por lo que existen varias formas de representarlo. Una de ellas son las curvas de variación estacional que, tras largos periodos de mediciones, predicen estadísticamente el caudal mínimo que lleva el río con una probabilidad dada, llamada probabilidad de excedencia. La curva de color rojo ocre (con {\displaystyle {\color {Red}\vartriangle }}) muestra los caudales mensuales con probabilidad de excedencia de un 50%. Esto quiere decir que ese mes se han medido igual cantidad de caudales mayores que caudales menores a esa cantidad. Eso es la mediana (estadística), que se denota Qe, de la serie de caudales de ese mes. La media (estadística) es el promedio matemático de los caudales de ese mes y se denota {\displaystyle {\overline {Q}}}. 
Una vez calculados para cada mes, ambos valores son calculados para todo el año y pueden ser leídos en la columna vertical al lado derecho del diagrama. El significado de la probabilidad de excedencia del 5% es que, estadísticamente, el caudal es mayor solo una vez cada 20 años, el de 10% una vez cada 10 años, el de 20% una vez cada 5 años, el de 85% quince veces cada 16 años y la de 95% diecisiete veces cada 18 años. Dicho de otra forma, el 5% es el caudal de años extremadamente lluviosos, el 95% es el caudal de años extremadamente secos. De la estación de las crecidas puede deducirse si el caudal depende de las lluvias (mayo-julio) o del derretimiento de las nieves (septiembre-enero).

## Historia
Hans Steffen, el naturalista alemán que exploró la zona por encargo del gobierno chileno, dio al río el nombre "Emperador Guillermo" en referencia al emperador Guillermo I de Alemania.: 534 
Luis Risopatrón lo describe en su Diccionario jeográfico de Chile (1924):: 314 
Emperador Guillermo (Río). Tiene sus nacimientos en las cercanías de los cerros Colorado i Mano Negra, corre hacia el W, con aguas claras, en las que se ha medido 12 °C de temperatura, en un lecho de unos 50 m de ancho, con vestijios de que su nivel aumenta unos 4 o 5 m en las avenidas i afluye a la marjén E del río Mañiuales, Aisen; Fue descubierto el día del natalicio del Emperador Guillermo, el 27 de enero de 1897.